# Walking
El Walking de cromosomes (en anglès: Primer walking) és un mètode de seqüenciar fragments d'ADN que facin entre 1,3 i 7 kilobases. Aquests fragments són massa llargs per a ser seqüenciats en una sola seqüència de lectura fent servir el mètode de terminació de cadena (chain termination method). Amb el mètode walking es divideixen la seqüència llarga en seqüències consecutives curtes. Aquest mètode es fa servir quan es coneix la seqüència però no es té un clon del gen. Per exemple, el gen d'una malaltia pot estar situat prop d'un marcador específic com un RFLP sobre la seqüència.